# Florentino Ameghino
Pour les articles homonymes, voir Florentino Ameghino (homonymie).
Florentino Ameghino, né le 19 septembre 1853 à Moneglia et décédé, du diabète, le 6 août 1911 à La Plata, est un naturaliste, paléontologue et anthropologue argentin.

## Biographie

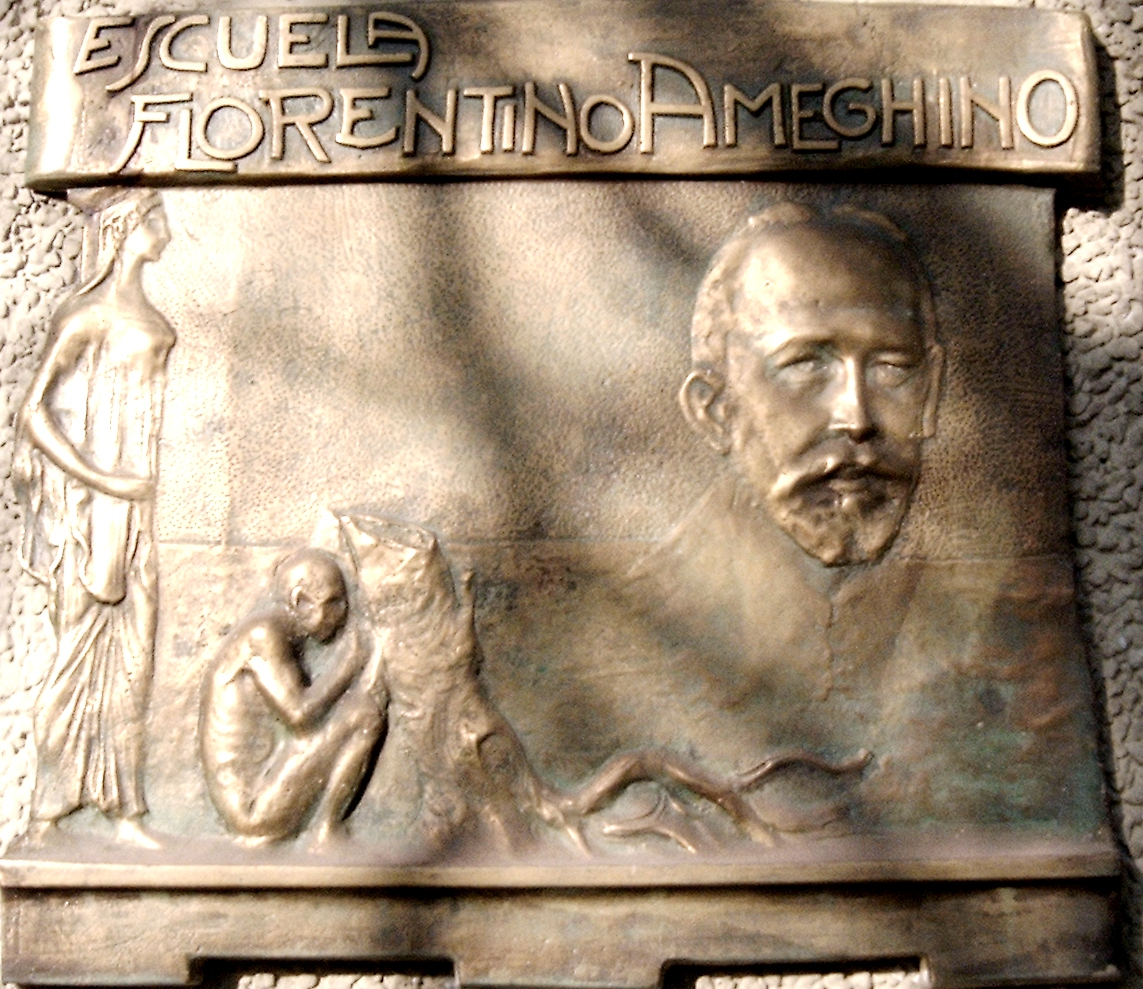
Hommage à Florentino Ameghino, rendu par le sculpteur Erminio Blotta.

Florentino Ameghino est né en Italie,,. Dans une lettre écrite par lui-même, Ameghino affirme être né le 19 septembre 1853 à Moneglia, Italie, et être arrivé en Argentine à l'âge de 18 mois. Ses parents, originaires de Moneglia, ont émigré vers l'Argentine en 1854.
Il a été maître d’école puis directeur du collège municipal de Mercedes dans la province de Buenos Aires. Autodidacte, il étudiait le sol de La Pampa et récolte de nombreux fossiles, sa collection étant réputée comme l'une des plus importantes de son temps. Il étudiait également les vestiges d'outillage humain archaïque dans le gisement de Chelles (faciès chelléen).
Il a été nommé professeur de zoologie à l’université nationale de Córdoba, sous-directeur du Museo de la Plata et enfin, directeur du musée national de Buenos Aires.
Un cratère lunaire lui a été dédié, l'Ameghino.

## Publication
- Henri Frédéric Paul Gervais et Florentino Ameghino, Les Mammifères fossiles de l'Amérique du Sud, F. Savy, 1880, 225 p..

## Découvertes
- Eocardia en 1887
  - † Eocardia montana Ameghino, 1887
  - † Eocardia perforata Ameghino, 1887
- Microcavia en 1880
- †Eulamaops Ameghino 1889
  - †Eulamaops parallelus Ameghino 1884